# Convolvulus leptocladus
Convolvulus leptocladus är en vindeväxtart som beskrevs av Pierre Edmond Boissier. Convolvulus leptocladus ingår i släktet vindor, och familjen vindeväxter. Inga underarter finns listade i Catalogue of Life.